# Listă de localități din Albacete, Spania
Aceasta este o listă a localităților cu numărul de locuitori din provincia Albacete a comunității autonome Castilia-La Mancha, Spania.
| Localitate                 | Populație (2022) | Suprafață (km²) | Stemă    | Localizare | Comarca                              |
| -------------------------- | ---------------- | --------------- | -------- | ---------- | ------------------------------------ |
| Abengibre                  | 739              | 30,77           |          |            | La Manchuela                         |
| Alatoz                     | 496              | 63,86           |          |            | La Manchuela                         |
| Albacete                   | 172 357          | 1126,99         |          |            | Llanos de Albacete                   |
| Albatana                   | 670              | 30,50           |          |            | Campos de Hellín                     |
| Alborea                    | 663              | 71,87           |          |            | La Manchuela                         |
| Alcadozo                   | 634              | 99,59           |          |            | Sierra de Alcaraz y Campo de Montiel |
| Alcalá del Júcar           | 1148             | 146,82          |          |            | La Manchuela                         |
| Alcaraz                    | 1307             | 370,53          |          |            | Sierra de Alcaraz y Campo de Montiel |
| Almansa                    | 24 224           | 531,82          |          |            | Monte Ibérico-Corredor de Almansa    |
| Alpera                     | 2245             | 178,47          |          |            | Monte Ibérico-Corredor de Almansa    |
| Ayna                       | 582              | 146,59          |          |            | Sierra del Segura                    |
| Balazote                   | 2388             | 65,15           |          |            | Sierra de Alcaraz y Campo de Montiel |
| Ballestero, El             | 427              | 138,69          |          |            | Sierra de Alcaraz y Campo de Montiel |
| Balsa de Ves               | 126              | 75,89           |          |            | La Manchuela                         |
| Barrax                     | 1831             | 189,83          |          |            | La Mancha del Júcar-Centro           |
| Bienservida                | 574              | 90,73           |          |            | Sierra de Alcaraz y Campo de Montiel |
| Bogarra                    | 756              | 166,01          |          |            | Sierra del Segura                    |
| Bonete                     | 1006             | 125,06          |          |            | Monte Ibérico-Corredor de Almansa    |
| Bonillo, El                | 2698             | 502,87          | sinmarco |            | Sierra de Alcaraz y Campo de Montiel |
| Carcelén                   | 483              | 75,36           |          |            | La Manchuela                         |
| Casas de Juan Núñez        | 1356             | 88,98           |          |            | La Manchuela                         |
| Casas de Lázaro            | 321              | 112,32          |          |            | Sierra de Alcaraz y Campo de Montiel |
| Casas de Ves               | 561              | 125,41          |          |            | La Manchuela                         |
| Casas-Ibáñez               | 4547             | 103,25          |          |            | La Manchuela                         |
| Caudete                    | 10 135           | 141,63          |          |            | Monte Ibérico-Corredor de Almansa    |
| Cenizate                   | 1183             | 63,26           |          |            | La Manchuela                         |
| Chinchilla de Monte-Aragón | 4497             | 679,27          | sinmarco |            | Monte Ibérico-Corredor de Almansa    |
| Corral-Rubio               | 300              | 94,76           |          |            | Monte Ibérico-Corredor de Almansa    |
| Cotillas                   | 129              | 14,47           |          |            | Sierra de Alcaraz y Campo de Montiel |
| Elche de la Sierra         | 3553             | 239,49          |          | sinmarco   | Sierra del Segura                    |
| Férez                      | 614              | 126,14          |          |            | Sierra del Segura                    |
| Fuensanta                  | 281              | 23,96           |          |            | La Mancha del Júcar-Centro           |
| Fuente-Álamo               | 2461             | 133,37          |          |            | Campos de Hellín                     |
| Fuentealbilla              | 1821             | 108,29          |          |            | La Manchuela                         |
| Gineta, La                 | 2568             | 136,76          |          |            | La Mancha del Júcar-Centro           |
| Golosalvo                  | 98               | 28,18           |          |            | La Manchuela                         |
| Hellín                     | 30 492           | 781,66          |          |            | Campos de Hellín                     |
| Herrera, La                | 304              | 63,43           |          |            | Sierra de Alcaraz y Campo de Montiel |
| Higueruela                 | 1125             | 205,45          |          |            | Monte Ibérico-Corredor de Almansa    |
| Hoya-Gonzalo               | 561              | 114,57          |          |            | Monte Ibérico-Corredor de Almansa    |
| Jorquera                   | 350              | 67,97           |          |            | La Manchuela                         |
| Letur                      | 901              | 264,40          |          |            | Sierra del Segura                    |
| Lezuza                     | 1300             | 360,90          |          |            | Sierra de Alcaraz y Campo de Montiel |
| Liétor                     | 1096             | 311,79          |          |            | Sierra del Segura                    |
| Madrigueras                | 4644             | 73,35           |          |            | La Manchuela                         |
| Mahora                     | 1430             | 108,15          |          |            | La Manchuela                         |
| Masegoso                   | 114              | 103,87          |          |            | Sierra de Alcaraz y Campo de Montiel |
| Minaya                     | 1442             | 69,78           |          |            | La Mancha del Júcar-Centro           |
| Molinicos                  | 837              | 143,59          |          |            | Sierra del Segura                    |
| Montalvos                  | 88               | 24,78           |          |            | La Mancha del Júcar-Centro           |
| Montealegre del Castillo   | 2056             | 177,85          |          |            | Monte Ibérico-Corredor de Almansa    |
| Motilleja                  | 660              | 23,82           |          |            | La Manchuela                         |
| Munera                     | 3422             | 229,69          |          |            | Sierra de Alcaraz y Campo de Montiel |
| Navas de Jorquera          | 528              | 42,26           |          |            | La Manchuela                         |
| Nerpio                     | 1180             | 436,74          |          |            | Sierra del Segura                    |
| Ontur                      | 1934             | 54,41           |          |            | Campos de Hellín                     |
| Ossa de Montiel            | 2215             | 243,71          |          |            | Sierra de Alcaraz y Campo de Montiel |
| Paterna del Madera         | 329              | 112,34          |          |            | Sierra del Segura                    |
| Peñas de San Pedro         | 1433             | 158,76          |          |            | Sierra de Alcaraz y Campo de Montiel |
| Peñascosa                  | 323              | 189,26          |          |            | Sierra de Alcaraz y Campo de Montiel |
| Pétrola                    | 663              | 74,61           |          |            | Monte Ibérico-Corredor de Almansa    |
| Povedilla                  | 388              | 49,43           |          |            | Sierra de Alcaraz y Campo de Montiel |
| Pozo Cañada                | 2763             | 116,83          |          |            | Monte Ibérico-Corredor de Almansa    |
| Pozohondo                  | 1569             | 136,49          |          |            | Sierra de Alcaraz y Campo de Montiel |
| Pozo-Lorente               | 391              | 80,96           |          |            | La Manchuela                         |
| Pozuelo                    | 461              | 133,98          |          |            | Sierra de Alcaraz y Campo de Montiel |
| Recueja, La                | 221              | 29,74           |          |            | La Manchuela                         |
| Riópar                     | 1318             | 80,92           |          |            | Sierra del Segura                    |
| Robledo                    | 385              | 120,08          |          |            | Sierra de Alcaraz y Campo de Montiel |
| La Roda                    | 15 497           | 398,89          |          |            | La Mancha del Júcar-Centro           |
| Salobre                    | 438              | 49,53           |          |            | Sierra de Alcaraz y Campo de Montiel |
| San Pedro, Spania          | 1142             | 83,12           |          |            | Sierra de Alcaraz y Campo de Montiel |
| Socovos                    | 1743             | 139,04          |          |            | Sierra del Segura                    |
| Tarazona de la Mancha      | 6183             | 212,68          |          |            | La Mancha del Júcar-Centro           |
| Tobarra                    | 7758             | 324,65          |          |            | Campos de Hellín                     |
| Valdeganga                 | 1919             | 70,66           |          |            | La Manchuela                         |
| Vianos                     | 313              | 128,04          |          |            | Sierra de Alcaraz y Campo de Montiel |
| Villa de Ves               | 60               | 57,76           |          |            | La Manchuela                         |
| Villalgordo del Júcar      | 1072             | 46,68           |          |            | La Mancha del Júcar-Centro           |
| Villamalea                 | 4000             | 128,33          |          |            | La Manchuela                         |
| Villapalacios              | 555              | 87,48           |          |            | Sierra de Alcaraz y Campo de Montiel |
| Villarrobledo              | 24 886           | 862,39          |          |            | La Mancha del Júcar-Centro           |
| Villatoya                  | 106              | 18,67           |          |            | La Manchuela                         |
| Villavaliente              | 202              | 34,84           |          |            | La Manchuela                         |
| Villaverde de Guadalimar   | 321              | 69,08           |          |            | Sierra de Alcaraz y Campo de Montiel |
| Viveros                    | 335              | 65,37           |          |            | Sierra de Alcaraz y Campo de Montiel |
| Yeste                      | 2495             | 511,49          |          |            | Sierra del Segura                    |